# Cowdenbeath
Cowdenbeath, (in gaelico scozzese Cùl Dùn Beithe), è una città del Fife occidentale, Scozia, Regno Unito, situata a circa 8 km da Dunfermline e 27 km da Edimburgo, con una popolazione di 11.640 abitanti.
Le prime presenze umane documentate risalgono alla tarda età del bronzo.
Cowdenbeath è stata un'importante città mineraria dedicata all'estrazione del carbone, attività che è andata diminuendo nella seconda metà del XX secolo, fino a cessare.
Qua nacque il calciatore Willie Cunningham (calciatore 1925)